# Ministère de l'Éducation et de la Science (Géorgie)
Le ministère de l'Éducation et des Sciences de Géorgie (en géorgien : საქართველოს განათლებისა და მეცნიერების სამინისტრო) est une agence gouvernementale responsable du système éducatif en Géorgie. Depuis le 13 novembre 2017, Mikheil Tchkhenkeli est ministre de l'Éducation et des Sciences,,. 

## Histoire
Le ministère de l'Éducation est apparu pour la première fois en République démocratique de Géorgie. Le premier ministre était George Laskhichvili. Depuis 1990, Lia Andguladzé était ministre de l’Éducation de la Géorgie. 

## Ministres
- Alexander Lomaia, 17 février 2004 - 19 novembre 2007
- Maia Miminochvili, 22 novembre 2007 - 31 janvier 2008
- Ghia Nodia, 31 janvier 2008 au 6 décembre 2008
- Nika Gvaramia, 6 décembre 2008 - 6 février 2009
- Nika Gvaramia, 6 février 2009 - 8 décembre 2009
- Dimitri Chachkin, 8 décembre 2009 - 4 juillet 2012
- Khatia Dekanoidzé, 4 juillet 2012 - 25 octobre 2012
- Guiorgui Margvelachvili, du 25 octobre 2012 au 18 juillet 2013
- Tamar Sanikidzé, 18 juillet 2013 - 3 juin 2016
- Alexandre Jejelava, 3 juin 2016 - 13 novembre 2017
- Mikheil Tchkhenkeli, 13 novembre 2017 - 20 juin 2018[5]